# Степной Баджей
Степной Баджей — село в Манском районе Красноярского края России. Административный центр Степно-Баджейского сельсовета.

## География
Находится на юге района, на берегу реки Степной Баджей примерно в 57 километрах к югу от районного центра села Шалинское.

## Климат
Климат резко континентальный с холодной, продолжительной зимой и коротким жарким летом. Гидротермический коэффициент довольно благоприятен для земледелия. Средние температуры июля и августа не опускаются ниже 17,6 °С. Периоды с температурой выше 0 °С и 10 °С имеют продолжительность соответственно 183 и 103 дня. Длительность безморозного периода не превышает 83 дня. Относительная влажность воздуха довольно высокая. Температура воздуха в течение года меняется от −28°С до + 21°С. Средняя температура января −18,2°С, июля +19,1 °С. Абсолютный минимум температур — 53 °С, максимум +36 °С. Среднее количество осадков, выпадающих с ноября по март — 85 мм, с апреля по октябрь — 369 мм, суточный максимум — 97 мм. Появление устойчивого снежного покрова приходится на октябрь — ноябрь. Средняя дата образования устойчивого снежного покрова 2 ноября. Средняя высота снежного покрова за зиму 29 см.

## История
Село было образовано в конце XIX — начале XX века как база золотодобытчиков, охотников и лесозаготовителей. Тогда же здесь была построена церковь, сожженная в годы Гражданской войны. Во время Гражданской войны (март-июнь 1919 года) село было центром Степно-Баджейской партизанской республики. До 2000 года в селе работал совхоз «Манский».

## Население
| 2010 |
| ---- |
| 283  |

Постоянное население составляло 321 человек в 2002 году (96 % русские).

## Инфраструктура
В селе расположены школа, фельдшерско-акушерский пункт, две базы отдыха, клуб, дом культуры, библиотека.

## Достопримечательности
В 4 км от села расположена популярная среди спелеологов пещера Баджейская: её глубина составляет более 170 метров, протяженность около 7 километров.

## Транспорт
Доступна по автодороге. Ближайшие железнодорожные станции — Выезжий Лог и Кой.